# 호감의 시대
호감의 시대(Era of Good Feelings)는 나폴레옹 전쟁의 여파로 미국인들 사이에 국가적 통합을 위한 목적과 열망이 반영된 미국 정치사 내부의 시대이다. 이 시대에는 연방당의 붕괴와 격렬한 당파 분쟁의 종식을 가져왔으며, 제1당 체제 동안 민주공화당이 주류가 되는 시기기 되었다. 제임스 먼로 대통령은 국가적 통합과 국내 정치에서 비롯된 당파성을 제거하기 위해 당의 지명을 받기 위한 협력을 최소화하려고 노력했다. 이 시기는 먼로의 대통령 임기(1817–1825)와 그 이름과 시대가 사실상 유사하게 되는 행정부의 목표와 밀접하게 관련되어 있었다.
역사학적들에 의한 이 시기의 호칭은 일종의 ‘호감’으로서 종종 반어적인 또는 회의적인 의미로 전달된다. 그 시대의 역사는 특히 먼로 행정부와 공화당 사이에서 정치적 분위기가 긴장관계와 불화를 겪은 시대이다.
‘호감의 시대’(Era of Good Feelings)라는 용어는 1817년 7월 12일자 먼로의 미국 순행의 일부로서 보스턴 방문 기사를 다룬 보스턴 페드럴리스 신문 《컬럼비언 센티넬》(Columbian Centinel)에서 벤저민 러셀에 의해 지어진 말이다.

## 개요

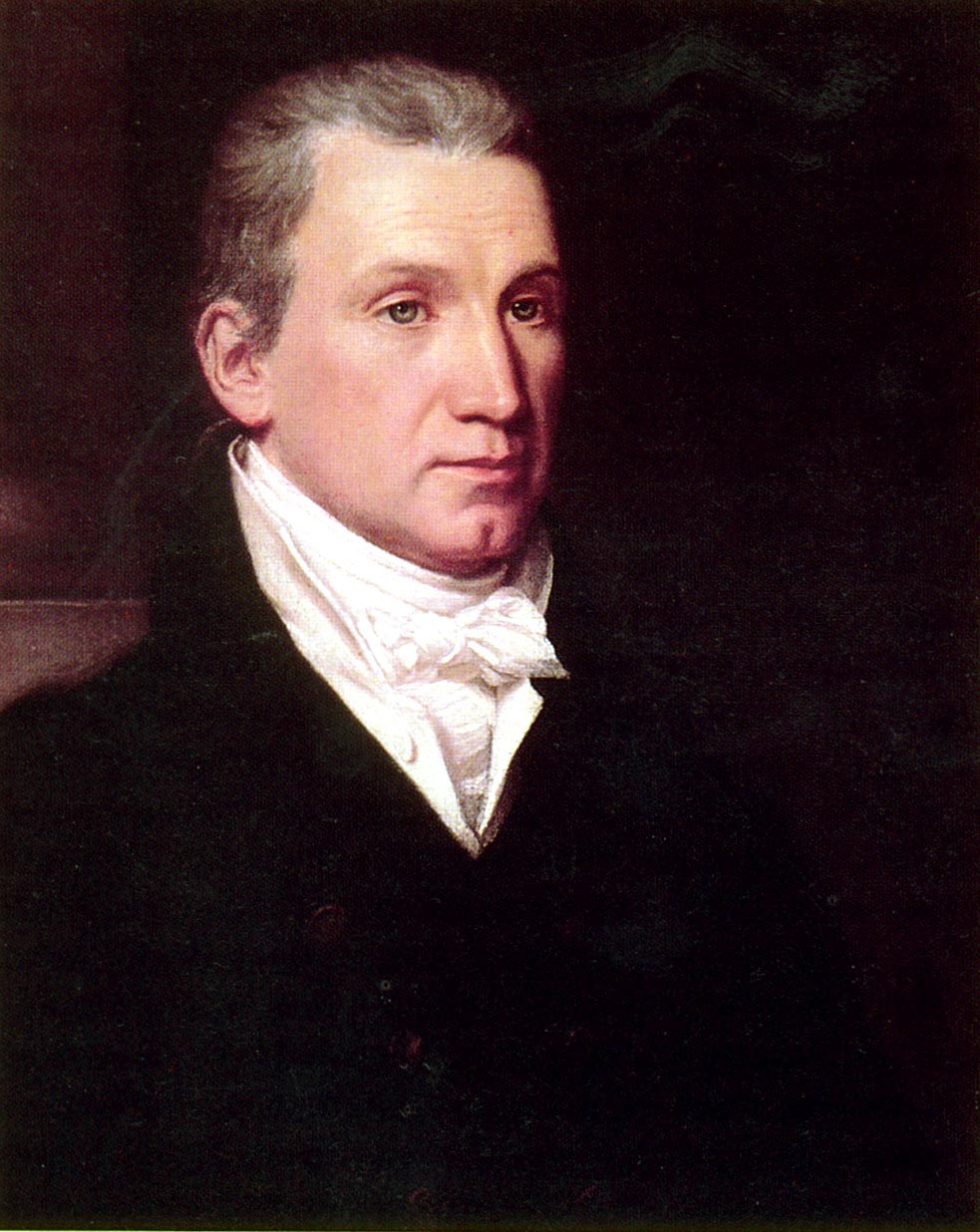
제임스 먼로 대통령, 존 밴더린 그림. 1816

보스턴의 신문 《컬럼비언 센티넬》(Columbian Sentinel)이 1817년에 사용한 표현을 그 기원으로 한다. 3대 대통령 토머스 제퍼슨(1800년 당선) 이후 미국에서 민주공화당의 대통령이 또 뒤를 이었다. 4대 대통령 제임스 매디슨의 시대에 발발한 인디언과 영국, 미국의 영토 쟁탈 전쟁이었던 미영 전쟁은 미국 백인의 민족주의를 고양시킴과 동시에 친영국적인 연방당의 세력을 더욱 약화시켰다. 이러한 상황에서 공화당 제임스 먼로가 압도적 지지(상대 후보에 비해 약 6배 선거인단 지지를 얻었다)로 5대 대통령에 취임해 사실상 정당 대립은 소멸했다. 2 기 선거에서는 1명을 제외한 모든 선거인단의 지지를 받아 재선되었다. 그러나 비대해진 민주공화당 내부의 갈등으로 국민공화당 (이후 휘그당)과 민주당으로 분열되면서 ‘호감의 시대’는 끝을 맞았다.
1776년에 독립을 선언한 미국은 1812년 당시의 식민지 상황은 완만하게 진행되고 있었다. 백인 인구의 2/3 이상이 대서양 해안선을 따라 그 50마일 이내에 살고 있었다. 인구의 중심은 볼티모어의 18마일 이내에 있었고 앨러게니산맥을 횡단하는 도로는 2개 밖에 없었다. 50만 명이 넘는 정착민이 당시는 ‘먼 서부’로 켄터키, 테네시, 오하이오와 펜실베이니아에 있었을 뿐이었다. 일리노이, 인디애나, 미시간, 위스콘신 일대는 키카푸 족, 마이애미 족, 와이언도트 족 등의 인디언 부족의 영토였다. 앨라배마, 미시시피, 조지아 일대는 체로키, 치카소, 촉토, 크리크 족의 영토였다.
오하이오 식민지는 1812년 미영 전쟁이 아니라, 1803년부터 목적화되어 있었다. 토머스 제퍼슨은 1803년에 “백인 정착민들이 미시시피 강 동쪽을 완전히 점령할 때까지 천 년이 걸릴 것”이라고 추정하고 있다.
미영 전쟁으로 원주민인 인디언의 인종 청소를 진행하였고, 인디언을 쫓아낸 후 인디애나, 일리노이, 오하이오 북부, 조지아, 노스캐롤라이나, 앨라배마, 미시시피, 루이지애나, 테네시에 백인 정착민을 쇄도했다. 1818년, 1817년, 1816년, 1812년에 루이지애나, 일리노이, 미시시피 강, 인디애나, 1819년 앨라배마 주와 연방 의회는 연거푸 5개의 주 유니언을 인정했다.
남동부에 운집한 백인 정착민들은 인디언을 쫓아낸 후 광대한 토지를 미국에서 헐값으로 매입했다. 미국은 대서양 연안부나 바하마의 인디언을 노예로 사들이고, 또한 아프리카 서해안에서 흑인 노예도 들여와 백인 정착민에 공급하였고, 미시시피강 동쪽의 비옥한 토지에 플랜테이션을 경영하기 시작했다.
미국은 서부 식민지 확대를 위해 전국의 도로와 운하를 확장시킬 계획을 세웠다. 1808년 토머스 제퍼슨의 재무부 장관 앨버트 갤러틴은 운하와 도로 건설 계획을 위해 2천만 달러의 예산을 잡아두고 있었다. 존 칼훈은 1816년 이 계획을 국비로 빠르게 국가사업으로 자리 매김하려고 의회에서 다음과 같이 호소했다. “여러분, 도로와 운하의 완벽한 체계로 공화국을 연결하려 합니다. 우리는 우주를 정복하는 것이다.” 칼혼 법안은 통과되었지만, 제임스 매디슨은 헌법 상의 이유로 이 법안에 거부권을 발동했다. 그리고 미국은 국내 산업 육성을 위한 보호무역주의를 취했다. 또한 영토 확대를 위해 공공 토지 정책을 추진했지만, 이는 식민지 확대를 위해서라면 인디언의 땅 소유는 무효화할 수 있다는 것이다.
1815년 지중해에서 제2차 바르바리 전쟁을 통해 미국 상선에 대한 바르바리 해적의 습격을 끝냈다. 17년 동안 미국은 알제리의 파샤(왕)에게 조공을 지불하고 있었다. 1815년에는 스티븐 디케이터가 바르바리 전쟁에 승리한 것이다. 1818년 영국은 미네소타 북부 미국과 캐나다 사이의 국경 협정에 합의하였고, 캐나다 동부 해역의 미국의 어업권을 부여하여 오리건 지역의 공동 점유에 동의했다.
미영 전쟁 후 미국이 직면한 중요한 외교 문제는 붕괴되기 시작했던 신세계에 개척했던 스페인 제국이었다. 스페인의 ‘신세계’ 식민지의 대부분은 ‘나폴레옹 전쟁’에서 유럽의 혼란을 이용하여 독립 전쟁을 시작했다. 중미에서의 이러한 혁명은 미국 백인의 강한 공감을 불렀는데, 많은 미국 백인이 스페인의 ‘신세계’ 식민지에서 유럽 열강이 군주 질서를 회복할 수 있다는 것을 두려워 했다.
최대의 불씨는 스페인의 지배 하에 있던 플로리다였다. 해적, 흑인 도망 노예와 인디언이 이곳을 거점으로, 조지아의 정착촌을 습격했다. 미국은 1817년 12월에 플로리다 세미놀 인디언을 정벌하기 위해서 앤드루 잭슨 장군을 파견했다. 잭슨은 여성, 아동에 상관없이 세미놀 족 인디언을 몰살시키고, 마을을 파괴했으며 스페인 주지사를 전복했다. 그는 또한 세미놀 족 편을 들었던 영국인 두 사람을 재판에 회부하여 처형하였다.
잭슨의 행위는 연방 의회에서 논란을 불었고, 스페인은 잭슨의 처벌을 요구했다. 결국 애덤스 대통령은 플로리다의 습격은 ‘정당한 행위였다’고 선언했다. 스페인은 1819년 ‘애덤스 오니스 조약’을 맺어 플로리다를 미국에 할양했다. 그 대가로 미국은 스페인에 500만 달러를 배상하기로 합의했다.
이후 제임스 먼로는 ‘먼로주의’를 주창하였으며, 이는 서반구에서 미국 패권의 상징이 되었다. 외교에서는 영국과 캐나다를 존중하였지만, 지중해의 패권을 손에 쥔 스페인을 억압하여 플로리다를 손에 넣었다. 인디언을 몰살시켜 광대한 식민지 영토를 확보하고, 아프리카에서 들여온 흑인 노예의 노동력을 이용하여 플랜테이션 농장을 경영하면서 자국의 경제는 발전했다. 이렇게 ‘호감’의 시대는 미국 외교의 가장 성공적인 기간이 된 것이다.